# PowerBuilder
PowerBuilder – zintegrowane środowisko programistyczne opierające się na obiektowym języku programowania należącym do grupy Rapid Application Development rozwijany przez firmę Appeon, a wcześniej Sybase oraz SAP.
PowerBuilder zawiera język skryptowy PowerScript, który jest używany do określenia zachowania aplikacji podczas wystąpienia zdarzeń. Zdarzenia typowo odnoszą się do akcji użytkownika, takich jak kliknięcia na elementy interfejsu graficznego lub zamknięcie okna.
Programowanie w środowisku PowerBuilder oparte jest m.in. na wykorzystaniu obiektu DataWindow, który umożliwia szybkie i łatwe pobieranie oraz modyfikację rekordów z bazy danych. Wspierane silniki baz danych to Sybase ASE, Microsoft SQL Server, Oracle, PostgreSQL i inne. Wersja 2019 umożliwia tworzenie aplikacji na platformę Windows, Android oraz IOS.